# Macromitrium cancellatum
Macromitrium cancellatum là một loài rêu trong họ Orthotrichaceae. Loài này được Y. X. Xiong mô tả khoa học đầu tiên năm 2000.